# Scotopteryx reducta
Scotopteryx reducta är en fjärilsart som beskrevs av Barend J. Lempke 1950. Scotopteryx reducta ingår i släktet backmätare, och familjen mätare. Inga underarter finns listade.